# The Tulla Céilí Band
The Tulla Céilí Band est un groupe irlandais de musique traditionnelle à danser (ou Céilí).

## Histoire
Le groupe fut fondé en 1946 par les fiddlers Paddy Canny et P. Joe Hayes, la pianiste Teresa Tubridy et l'accordéoniste Joe Cooley, au Minogue's Bar de Tulla (comté de Clare - Irlande). P.J. Hayes dirigea le groupe jusqu'à sa mort en 2001.
Le groupe remporte le premier prix du festival de musique irlandaise de Limerick et fait sa première apparition à la radio en 1948.
Durant les dix années suivantes, il participe aux championnats All-Ireland Fleadh Championship, initiant une rivalité avec le The Kilfenora Céilí Band, qui remporte la compétition en 1954 et 1955.
En 1956, The Tulla Céili Band bat son rival au festival de Munster, mais perd d'un demi-point au championnat national (98,5 points contre 99,0 sur un total de 100 possibles). Enfin, en 1957, puis en 1960, il remporte le titre national.
Le groupe se produit en 1958 en Angleterre et aux États-Unis, avec pour point d'orgue un concert au Carnegie Hall de New York à l'occasion de la célébration de la Saint-Patrick. Les tournées aux États-Unis se sont maintenues jusqu'en 1999.
En 2008, An Post (service postal irlandais) a issu un timbre en l'honneur du groupe.

## L'effectif au cours des ans
Les membres fondateurs
- Paddy Canny, fiddle ;
- P.J. Hayes, fiddle ;
- Aggie Whyte, fiddle ;
- Bert McNulty, fiddle ;
- Jim Donoghue, flûtes ;
- Paddy Donoghue, flûtes ;
- Joe Cooley, accordéon ;
- Teresa Tubridy, piano.

Membres temporaires
- Seán Reid, piano ;
- Bobby Casey ;
- Willie Clancy, uilleann pipes.

## L'effectif actuel
Membres permanents
- Mike McKee, accordéon ;
- Michael Flanagan, percussions ;
- Michael Murphy, accordéon ;
- J. J. Conway, flûte ;
- Sean Donnelly, accordéon ;
- Mark Donellan, fiddle ;
- Jim Corry, piano ;
- Jennifer Lenihan, flûte.

Membres occasionnels
- Martin Hayes, fiddle.

## Discographie
The Tulla Céilí Band a enregistré cinq 78 tours à partir de 1956 pour HMV, et Echoes of Erin en 1958.
Trois autres disques suivirent : The Claddagh Ring (1970), Ireland Green (1972) et Sweetheart in the Spring (1973).
Le groupe a également publié un album commémorant son quarantième anniversaire, à Galway, en 1986, puis en 1996, A Celebration of 50 Years célébrant le cinquantième anniversaire. 2006 donna naissance à un album commémoratif supplémentaire à l'occasion des soixante ans du groupe.